# Parc d'affaires de Pitäjänmäki

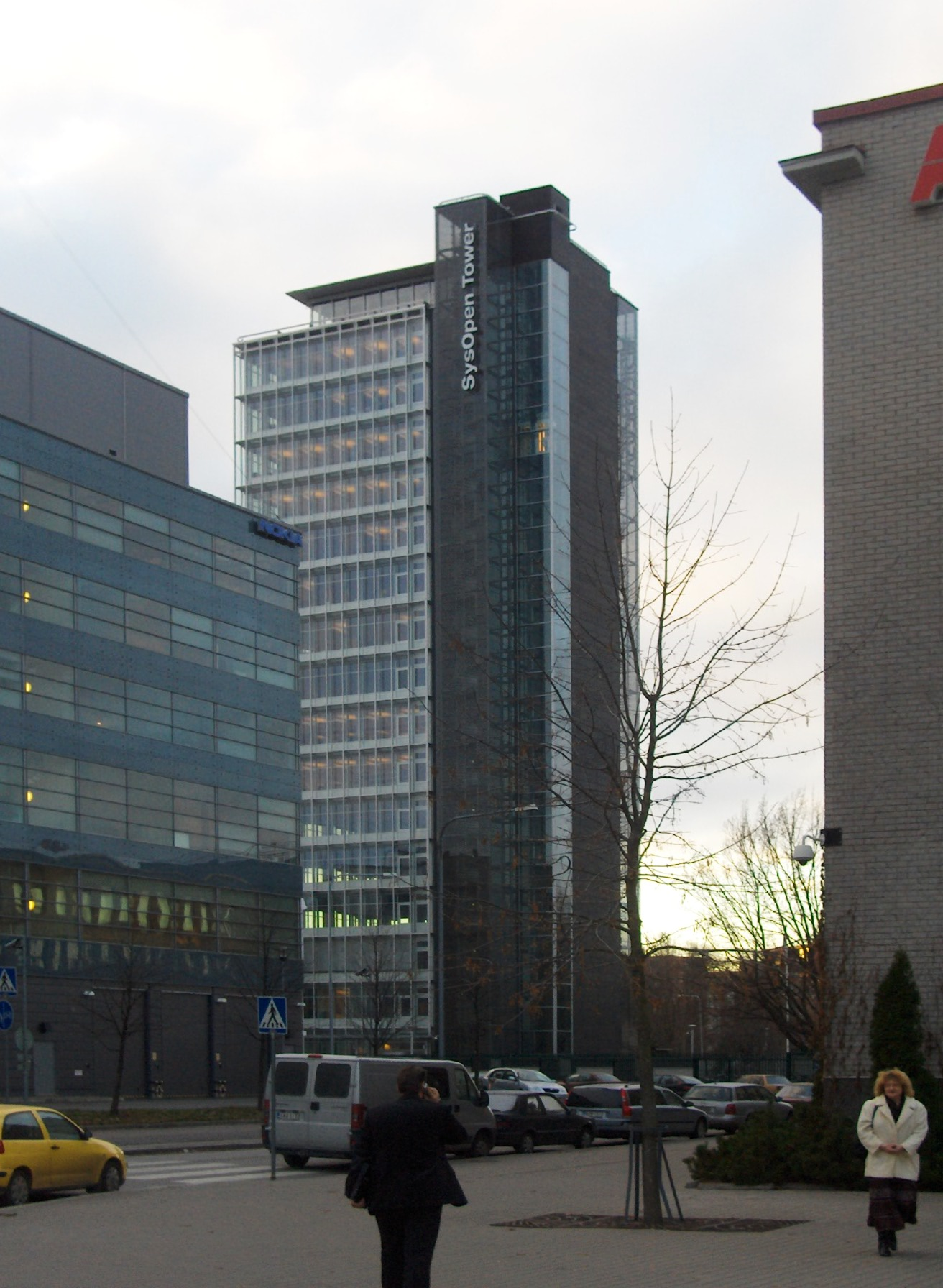
La tour Digia SysOpen dans la zone industrielle de Pitäjänmäki.

Le Parc d'affaires de Pitäjänmäki (en finnois : Pitäjänmäen yritysalue, en suédois : Sockenbacka företagsområde) est une section du  quartier de Pitäjänmäki à Helsinki, la capitale de la Finlande.

## Description
Le parc d'affaires a une superficie de 1,38 km2, sa population s'élève à 2 598 habitants(1.1.2010) et il offre 21 042 emplois (31.12.2008).